# Інтер (телеканал)
«Інтер» — проросійський інформаційно-розважальний телеканал в Україні, що належить олігарху Дмитру Фірташу (знаходиться під санкціями РНБО) та Валерію Хорошковському. Канал мовить через наземні етерні та кабельні мережі і супутник, технічне покриття — 99,7 % території України. Входить до медіаконгломерату «Inter Media Group», який є частиною «Group DF».

## Історія

### Заснування (1996—2004)
26 квітня 1996 року ліцензію на частотах державної УТ-3 (мовлення на пів дня) отримала нова компанія «Українська незалежна ТВ-корпорація», що створила канал «Інтер». Співвласником із початку існування до 2015 року був російський «Перший канал» (мав 29 %). Крім ОРТ до складу засновників увійшли Асоціація ділового співробітництва і розвитку «Діловий світ», Фонд Держмайна і Фонд 200-річчя Пушкіна. Основою каналу на початку була ретрансляція програм виробництва «ОРТ».
20 жовтня 1996 року, о 14:00, «Інтер» (спочатку «Інтерканал») почав мовлення в мережі УТ-3 на українських частотах «ОРТ». Першою програмою, яка вийшла в етер нового каналу стала «Интер — день сегодняшний» (російською мовою).
Тоді ж ТСК Верховної Ради з вивчення телерадіоінформаційного простору висловила підозру, що Національна рада з питань телебачення і радіомовлення протиправно створила виграшну ситуацію для УНТК і прирекла на повну поразку на конкурсі другого претендента на частоти колишнього УТ-3 — «Службу інформації TV Табачук», яка також подавала заявку на мовлення на даній мережі мовлення.
Проте, тоді ліцензія далася «Інтеру» лише частково. УНТК мовило деякий час лише 20 годин (20:00 — 16:00), інші 4 години (з 16:00 до 20:00) займав проєкт Асоціації державних обласних і регіональних ТРК — «Україна». Це тривало 10 днів, доки «Україна» не зникає із сітки УТ-3. Олександр Зінченко скликав на цю тему пресконференцію, де він пояснив, що керівництво УНТК взагалі до останнього моменту не знало щодо планованого запуску каналу «Україна». Тому сітка мовлення телеканалу була сформована таким чином, що після програми «Час», яка виходила о 20:00 за київським часом, повинні були ідти, головним чином, програми українського виробництва, а популярні програми російського «ОРТ» планувалося запускати до 20:00.
Керівництво УНТК начебто домовилося з обласними державними ТРК про подальше спільне користування етерного часу на частотах УТ-3. Згідно з цим договором, обласні мовники мали розпочинати своє мовлення о 18:30 і закінчувати о 19:00. Це було затверджено у вересні і ніякого спротиву не викликало[джерело?].
Внаслідок цього УНТК прийшлось переробляти свою сітку мовлення, знімаючи з вечірнього етеру декілька із плануючих власних проєктів, а на їх місце ставити в запису ті програми, які мали би транслюватися у проміжку з 16:00 до 20:00.
Після виходу зі сітки мовлення УТ-3 каналу «Україна» 2 листопада 1996 року, утворилася нова сітка, яка складалася переважно з програм українського «Інтера» та російського «ОРТ» (як прямі ретрансляції, так і в запису). Від тоді і до 26 травня 1997 року не мовив на Львівщині через претензії місцевої ОДТРК щодо ліцензії на мовлення.
Першим власним проєктом «Інтера», який регулярно виходив в етер, стала інформаційна програма «Інтерновини». Пізніше стали з'являтися інші проєкти (зокрема «Мелорама» від Влада Ряшина).
Внаслідок цього стали потроху прибиратися програми «ОРТ». Першою ластівкою, яка вилетіла з етеру, була програма «Взгляд». Керівництво каналу пояснювало, що ця програма висвітлювала сугубо внутрішні російські проблеми (особливо, чеченської війни, яка тривала в той момент). А оскільки основна місія «Інтера» бути «сімейним» каналом, то такі жахи були ні до чого.
З часом покращувалася і технічна база телеканалу, була встановлена установка комп'ютерної системи «Profile», яка дозволяла записувати, монтувати, редагувати матеріал на ходу. Якщо раніше для того, щоб випустити в етер «Інтеру» ліцензійно «очищену» програму «ОРТ», її спочатку варто було записувати з початку до кінця, а потім редагувати весь матеріал, то після появи системи «Profile» програму просто завантажували на жорсткий диск комп'ютера у цифровому вигляді, малими фрагментами. Кожен з цих фрагментів редагували, очищували від російської реклами, додавали українську і видавали в етер через 10-15 хв. Таким чином, програми «ОРТ» українці могли бачити разом з росіянами. Також «Інтер» став одним з перших каналів в Україні, хто проклав оптико-волоконну лінію від своїх студійних приміщень до передаючого центру, що істотно покращило телевізійне зображення.
Засновниками каналу — а точніше ЗАТ «Українська Незалежна ТБ-Корпорація», що мовила під логотипом «Інтера» — спочатку були Асоціація «Діловий світ» — 51 %, ТОВ «Пегас телебачення» — 20 % і російське ОРТ — 29 %. Фактично ж «Інтер» з часу заснування контролювався Ігорем Плужниковим (82,5 % ТОВ «Пегас телебачення» належала йому особисто, решта — також контрольованим ним компаніям «Пегас енд оверсіз сейлз лімітед» (17,3 %) та «Берстед Україна» (0,2 %)).
Оперативний менеджмент здійснювали — з 1996 по 2001 рік Олександр Зінченко, з 2001 по 2006 рік — Владислав Ряшин. Службою новин керували — з 1997 по 2001 рік — Ганна Безлюдна, з 2001 по 2005 рік — Олексій Мустафін.
23 жовтня 2001 року телеканал отримав нову ліцензію на право етерного мовлення і трансляції телетексту по всій території України строком до липня 2015 року. З 30 грудня 2002 року програми каналу можна дивитися впродовж цілої доби.
20 жовтня 2002 року «Інтер» остаточно припинив ретрансляцію російського «Першого каналу» (ОРТ) та збільшив обсяг мовлення по буднях з 06:00 до 02:00-04:00, у вихідні — з 07:00 до 03:00. Програми ОДТРК перейшли на «Перший Національний» за розкладом 17:00-19:00.
З 30 грудня 2002 року по серпень-вересень 2018 року (більша частина України) канал «Інтер» мовив на частотах УТ-3 цілодобово.
13 січня 2003 року розпочав мовлення міжнародний супутниковий телеканал «Інтер+».
У перші роки свого існування «Інтер» перебував під значним політичним впливом адміністрації президента Леоніда Кучми та «СДПУ(О)». Це, зокрема, стало однією з причин різкого скорочення рейтингів каналу у 2004 році, за підсумками якого частка «Інтера» досягла лише 23,4 % (порівняно з 27,7 % 2003 року). Однак ситуація була значною мірою виправлена після Помаранчевої революції — за перші 7 місяців 2005 року середня частка знову перевищила 26 %.

### 2004—2013
Після Помаранчевої Революції 2004 було кілька пропозицій власнику «Інтера» Ігорю Плужникову від Віктора Медведчука, Костянтина Григоришина та Петра Порошенка щодо купівлі цього телеканалу.
У червні 2005 року за кордоном несподівано помер Ігор Плужников. У серпні всі акції «Ділового світу» і половина пакету ТОВ «Пегас телебачення» (загалом 61 % акцій УНТК) перейшли під контроль бізнес-структур, близьких до Валерія Хорошковського, який згодом консолідував їх у ТОВ «Український медіапроєкт». На той момент у Росії він був керуючим директором компанії «Evraz Group», яка належала олігарху Олександру Абрамову. До складу металургійного холдингу входили тоді Нижнєтагільський, Західно-Сибірський і Новокузнецький меткомбінати, Качнакарський і Високогірський ГЗК та АТ «Євразруда», щорічний офіційний прибуток якої нараховував майже мільярдом доларів. Після продажу 41,3 % акцій «Євраз груп» Роману Абрамовичу 19 червня 2006 року олігарх повернувся до України, коли тодішній Президент України Віктор Ющенко запропонував йому місце у РНБО. Сам Хорошковський у вересні 2005 року став головою Спостережної Ради телеканалу і швидко змінив менеджмент. 2006 року головою правління «Інтера» став Сергій Старицький, генеральним продюсером — Леонід Мазор, службу новин очолив Максим Карижський.
За підсумками 2006 року частка «Інтера» скоротилася до рекордно низьких 20,4 %. З огляду на провал обраної стратегії, Хорошковський знову змінив менеджмент. Головою правління телеканалу у грудні 2006 року став Сергій Созановський, генеральним продюсером — керівник групи Inter Media Group Ганна Безлюдна. Службу новин очолив Антон Нікітін.
З 2007 до 2019 року у складі медіагрупи «Інтер» діяла студія «07 Продакшн», яка займається виробництвом кінопроєктів і телепередач різної тематики. Фільми студії цієї студії неодноразово були призерами престижних фестивалів як в Україні, так і за кордоном.
24 серпня 2007 року телеканал змінив свій логотип, стиль шрифту якого, Tario, був вигаданий 2004 року російською «Студією Артемія Лєбєдєва».
Для виробництва новин була сформована окрема продакшн-студія «Національні інформаційні системи» (НІС).
Падіння рейтингів тимчасово вдалося зупинити лише наприкінці весни і за підсумками 2007 року частка «Інтера» склала 20,94 %, а наступного року зниження частки продовжилося (19,68 %), 2009 року — 18,3 %.
Усе це підживлювало чутки про можливий продаж каналу. У звіті експосла США Вільяма Тейлора про зустріч з Дмитром Фірташем, яка пройшла 8 грудня 2008 року, опублікованому на WikiLeaks, повідомлено, що неназвані українські ЗМІ стверджували, що Фірташ придбав 61 % акцій медіагрупи «Інтер». Коментуючи це повідомлення, Хорошковський зазначив, що Фірташ не володіє «Інтером», а лише перебуває у процесі переговорів:
|  | У Дмитра є опціон з досить складними умовами на придбання 50 % групи U.A. Inter Media Group Limited. Він виник, коли ми купували канали «К1», «К2» і «Мегаспорт». |

У вересні 2009 року було звільнено генерального продюсера, а керівником новин став Олександр Пилипець. Проте це не зупинило падіння показників, за підсумками 2010 року частка «Інтера» склала 16,15 %, 2011 — 14,17 %, а 2012 року — лише 13,8 % (на той час — найгірший результат за всю історію каналу).
У грудні 2010 року канал на 1 місяць запускав тестову HD-версію, який мав назву «Інтер HD», транслював у новому форматі «Свати 4», «Котовський» та Новорічне звернення Президента України.
12 липня 2012 року загальними зборами акціонерів телеканалу було прийнято рішення змінити назву юридичної особи з АТЗТ «Українська незалежна ТБ-корпорація» на ПрАТ "Телеканал «Інтер».

### 2013—2022
1 лютого 2013 року DF Group оголосила про купівлю 100 % Inter Media Group. Хорошковський пояснив продаж тим, що «за умов що склалися, я не маю можливості забезпечувати розвиток групи і саме ці обставини стали моєю головною мотивацією щодо продажу». З 14 лютого 2013 року керівницею Inter Media Group стала Ганна Безлюдна, яка ще ввійшла до складу Наглядової Ради каналу «Інтер», а канал очолив Єгор Бенкендорф.

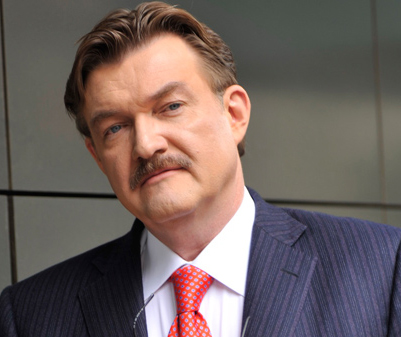
Євгеній Кисельов очолював «Національні інформаційні системи» з 14 лютого до 2 жовтня 2013 року

Керівником «Національних інформаційних систем» став Євгеній Кисельов, який 2 жовтня 2013 року залишив посаду і став радником керівного директора Group DF Бориса Краснянського. Новим директором «НІС» став Назім Бедіром, а виконавчим директором було призначено Лаврентія Малазонію.
У грудні 2013 року Бедіров і Малазонія звільнились зі своїх посад. Керівником компанії «Національні інформаційні системи» став Антон Нікітін.
Наслідком цієї колотнечі стало чергове падіння частки каналу — цього разу до 12,8 % за підсумками 2013 року.
У березні 2014 року директором «НІС» знову став Назім Бедіров, який після свого звільнення ще був директором каналу «Zoom». Лаврентій Малазонія став керівником з інформаційної політики. Його заступником призначено Олександра Пилипинця. Головною редакторкою «Подробиць тижня» стала Ольга Червакова. Після цього «Інтер» і «НІС» уклали угоду строком дії до 15 червня 2014 року (підписали голова Єгор Бенкендорф і новопризначений директор «НІС» Назім Бедіров) про розмежування діяльності, відповідно до якої канал не має права втручатись у роботу компанії-виробника новин.
2 червня 2014 року в інтерв'ю газеті «Комсомольська правда в Україні» керівник Inter Media Group Ганна Безлюдна розповіла про майбутні плани:
|  | …дуже розраховую, що на „Інтері“ з'являться власні авторські програми, буде більше якісної документалістики. Останнім часом в Україні панувало суцільне інформаційне та розважальне телебачення. Або новини, або розваги, або щось середнє між цим. Цікавих авторських проєктів майже не було. Адже суб'єктивний, авторський погляд зараз може виявитися більш затребуваним, ніж покупні формати. |

Проте цим планам здійснитися не судилося. Падіння показників телеканалу зупинилося, проте ненадовго. Якщо за результатами 2014 року частка телеканалу склала 12,58 %, 2015 року вона опустилася до 10,75 %.
З 2015 до 2021 року щорічно 9 травня канал прибирав рекламу з етеру.
З 2016 до 2023 року головою правління телеканалу «Інтер» була Катерина Шкуратова. Однак, падіння рейтингів продовжувалося.
З 15 жовтня 2016 року телеканал мовить у широкоекранному форматі зображення 16:9 зі спорідненим телеканалом «Інтер+».
За підсумками 2016 року — частка каналу склала 9,71 %, 2017 — 9,69 %, 2018 — 6,28 %, 2019 — 5,15 %, 2020 — 5,07 %, 2021 — 4,74 % (за даними системи рейтингів Nielsen, авдиторія — 18—54, міста 50 тис.+).
2019 року під час парламентських та президентських виборів в Україні канал підтримав Юрія Бойка та проросійську партію ОПЗЖ (разом із проросійськими каналами «NewsOne», «ZIK» та «112 Україна»)[джерело?]. Раніше, висвітлюючи проросійські передвиборчі кампанії, телеканал позитивно оцінював діяльність «КПУ» та «Партію регіонів», а після Революції гідності й до партійного розколу «Опозиційного блоку».
У березні 2021 року почав мовлення у стандарті високої чіткості (HD).

### Російське вторгнення в Україну та фінансові проблеми (з 2022)
Через російське вторгнення в Україну з 24 лютого 2022 року телеканал цілодобово транслює інформаційний марафон «Єдині новини». До 15 червня 2024 року в етері була відсутня реклама.
У лютому 2022 року почались проблеми з фінансуванням телеканалу, а також кадрові зміни, звільнення ведучих та співробітників, зокрема: Андрій Доманський, Андрій Данилевич, Анатолій Бондаренко, Олександр Лук'яненко, Дмитро Чистяков, Ян Іванишин, Павло Прядко, Ірина Юсупова та Жанна Тихонова.
14 листопада 2023 року Ганна Безлюдна залишила посаду члена Наглядової ради телеканалу, а головою правління замість Катерини Шкуратової став Олександр Пилипець, який раніше був шефредактором телеканалу і директором «НІС».
8 квітня 2024 року Міністерство культури та інформаційної політики України надало каналу разом з іншими учасниками марафону «Єдині новини» статус «критично важливого». Таким чином, його працівники можуть бути заброньовані від мобілізації.
10 липня 2025 року телеканал повідомив про зменшення зарплат та звільнення працівників через скорочення штату та фінансових проблем.

## Структура власності
2007 року для управління активами групи «Інтер» було створено холдинг Inter Media Group, який володіє 100 % «Українського медіапроєкту» та іншими компаніями, що входять до холдингу (дев'ять телеканалів, кілька рекламних агентств, продакшн-студій тощо).
3 лютого 2015 року компанії «GDF MEDIA LIMITED» та «INTER MEDIA GROUP LIMITED», що входить до групи компаній Group DF Дмитра Фірташа, викупили міноритарні пакети акцій ПрАТ Телеканал «ІНТЕР». 29 % акцій, які належали ВАТ «Перший канал» (Росія), придбані за ринковою вартістю. Крім того, досягнута домовленість про придбання 10 % акцій, які належали компанії ТОВ «Пегас телебачення» (Україна). Вартість пакету акцій ВАТ «Перший канал» склала 100 мільйонів доларів США. Угоди укладені в рамках загальної стратегії управління та розвитку медійного бізнесу Group DF. Так, 100 % акцій телеканалу «Інтер» повністю контролюються і управляються компаніями, власником яких є Дмитро Фірташ. Раніше міноритарний пакет акцій належав Сергію Льовочкіну, але у липні 2023 року його частку викупив Фірташ). Власниками істотної участі заявлені Валерій Хорошковський і Світлана Плужнікова.

## Рейтинг
За результатами 2021 року частка телеканалу склала:
- за авдиторією 18+ — 7,18 %;
- за комерційною 18-54 — 4,74 %[26].

## Час мовлення
- З моменту заснування телеканалу і до 20 жовтня 2002 року під час денної перерви на каналі йшло мовлення обласних та регіональних держтелерадіокомпаній.
- З 20 жовтня 1996 по 31 грудня 1998 року — З 7:00 до 10:00 і з 18:00 до 0:00-2:00. У вихідні — з 09:00 до 0:00-2:00 (ОДТРК мовили з 14:30 до 16:15).
- З 1 січня 1999 по 7 жовтня 2002 року — З 7:00 до 13:00 і з 18:00 до 0:00-3:30. У вихідні — з 9:00 до 0:00-2:00.
- З 2 вересня по 20 жовтня 2002 року — у будні — з 6:00 до 0:00-3:30 (з 13:00 до 18:00 мовили Інтер+ та/або ОДТРК). У вихідні — з 7:00 до 0:00-2:00 (з 7:00 до 9:00 Інтер+ та/або ОДТРК).
- З 21 жовтня по 29 грудня 2002 року — з 6:00 до 2:00-4:00. У вихідні — з 7:00 до 3:00.
- З 30 грудня 2002 року — цілодобово.

### Обмеження мовлення
На початку тимчасової окупації Криму РФ у березні 2014 року трансляцію в Криму вимкнено. Частоту Інтера зайняв телеканал «НТВ».
У січні 2017 року кабельна мережа Ланет припинила трансляцію каналу для всіх своїх глядачів. Але через три місяці відновила мовлення каналу.

## Логотипи
Телеканал змінив 6 логотипів. Нинішній — 7-й за рахунком.
| Логотип | Опис |
| ------- | --- |
|         | З 20 жовтня 1996 до 5 листопада 2000 року логотипом була прозора українська літера «і». Знаходився у правому нижньому куті. |
|         | З 6 листопада 2000 до 23 серпня 2007 року логотипом була жирна курсивна літера «і». З 6 листопада 2000 до 31 грудня 2003 року літера «і» була білою та напівпрозорою. Знаходився у лівому нижньому куті. З 1 січня 2004 до 23 серпня 2007 року логотип розміщувався у правому верхньому куті та був сірим і напівпрозорим. Знаходився у правому верхньому куті.                    |
|         | З 24 серпня 2007 до 12 лютого 2011 року логотипом було слово «ІНТЕР» написане сірими напівпрозорими літерами. Знаходився там же. |
|         | З 13 лютого до 5 вересня 2011 року використовувався той же логотип, але він був з синьою плямою, що рухається ззаду літери «І» і логотип був напівпрозорим. |
|         | З 6 вересня 2011 до 21 лютого 2013 року використовувався той самий логотип, але слово «ІНТЕР» стало білосніжним, а під ним з'явився підпис «ГОЛОВНИЙ КАНАЛ КРАЇНИ». Логотип був непрозорим. |
|         | З 22 лютого 2013 дотепер використовується той самий логотип, але без підпису «ГОЛОВНИЙ КАНАЛ КРАЇНИ» і логотип став напівпрозорим, світло-сірого кольору. З 12 березня 2021 року логотип став білим і непрозорим. Після початку повномасштабного російського вторгнення в Україну з 24 лютого до 5 липня 2022 року під логотипом був прапор України у серці з підписом «#UAразом». |
|         | Для HD-версій телеканалу праворуч логотипу розміщено білий напис «HD». |

## Контент-партнери

### Російські й українські кіностудії
- «Кіностудія Горького»
- «Кіностудія Довженка»
- «Ленфільм»
- «Мосфільм»
- «Одеська кіностудія»
- «Свердловська кіностудія»
- «Союзмультфільм»
- «Укранімафільм»

### Російські телеканали та кінокомпанії
- «Intra Communications, Inc.»
- «Кінокомпанія „СТВ“»
- «НТВ»
- «Перший канал»
- «П'ятий канал (Росія)»
- «РЕН ТВ»
- «Росія-1»
- «Централ Партнершип»

### Голлівудські кіностудії
- «The Walt Disney Company» (Walt Disney Pictures та 20th Century Studios)
- «WarnerMedia» (Warner Bros. та New Line Cinema)
- «United International Pictures» (Universal Studios та Paramount Pictures)
- «Amblin Partners» (Amblin Entertainment та DreamWorks)
- «MGM Holdings» (Metro-Goldwyn-Mayer, United Artists, Orion Pictures)
- «Sony Pictures» (Columbia Pictures, TriStar Pictures, Screen Gems, Sony Pictures Classics)
- «The Weinstein Company» (Miramax Films, Dimension Films, The Weinstein Company)
- «Lionsgate» (Lionsgate Films та Summit Entertainment)

## Спортивні трансляції
У листопаді 2007 року група «Інтер» і промоутерська компанія K2 Promotions оголосили про співробітництво в сфері просування українського боксу. Тепер всі права на трансляцію боксерських поєдинків за участю братів Кличків та інших провідних українських боксерів належать каналам групи «Інтер».
З 2009 року телеканал став Титульним спонсором Суперкубка України з футболу строком на три сезони. 2012 року «Інтер» і Прем'єр-ліга повідомили про продовження співпраці ще на три роки. Згідно з умовами контракту матч за Суперкубок має офіційну назву «Інтер Суперкубок України». Також телеканалу належать права на трансляції цих поєдинків на території України.
2010 року «Інтер» придбав ексклюзивне право на пряму трансляцію в Україні всіх матчів (домашніх і виїзних) національної збірної з футболу, які проходили до початку ЄВРО-2012. Стабільний інтерес авдиторії до матчів збірної не залишився непоміченим. І 2012 року телеканал «Інтер» та ПрАТ «Україна Футбол Інтернешнл», ексклюзивний комерційний агент Федерації Футболу України, підписали договір про ексклюзивні права на трансляцію всіх матчів національної збірної до 2014 року.
Також 2010 року «Інтер» став єдиним українським каналом, який отримав право повномасштабної акредитації на найбільш екстремальній гонці світу — «Ралі Дакар». Разом з українською командою Sixt Ukraine підкорювати бездоріжжя вирушила і знімальна група «Інтера» у складі журналіста Андрія Цаплієнка та оператора Вадима Ревуна. «Інтер» також «підкорив» Дакар-2011 і Дакар-2012. А журналіст Андрій Цаплієнко за документальний фільм «Танго з Дакаром» 2010 року був удостоєний премії «Телетріумф».
2018 року «Інтер» викупив у НСТУ права на показ Чемпіонату світу з футболу у Росії разом з телеканалом «НТН».

## Особистості
Ведучими та журналістами каналу є Анатолій Бондаренко, Олександр Лук'яненко, Дмитро Чистяков, Анастасія Даугуле, Ірина Юсупова тощо.

## Досягнення та нагороди
- 2017 — Промо-ролик детективного циклу «Речдок» отримав дві золоті нагороди на головному всесвітньому конкурсі телевізійного промо, маркетингу і дизайну PromaxBDA Global Excellence[41].
- 2015 — Призер Київського Міжнародного Фестивалю Реклами в категорії FILM & RADIO.TV & PROMO FILM. Промо-ролик документального фільму власного виробництва «Стіна» отримав срібну нагороду. Також ця робота була відзначена спеціальним призом від порталу «Кульпростір»[42].
- 2015 — «Інтер» став призером Київського Міжнародного Фестивалю Реклами. Промо-кампанія «Інтер Суперкубку України» під назвою «Досить нас розділяти! Ми з тобою однієї гри!», створена промо та артдирекцією телеканалу «Інтер», взяла золото в категорії «Best marketing campaign for a programme using multiple media» найпрестижнішої європейської телевізійної премії в галузі промо та дизайну PROMAX BDA Europe 2015[43].
- 2014 — увійшов у топ-10 найповажніших роботодавців України.
- 2014 — отримав шість статуеток премії «Телетріумф».
- 2013 — Промо-служба телеканалу — найкраща в рейтингу креативності телероликів за 2013 рік.
- 2013 — Промо-ролики телеканалу стали призерами конкурсу KAKADU Awards 2013.
- 2013 — Промо-ролики телеканалу отримали золоту нагороду на ADC*UA Awards 2013.
- 2013 — Документальний фільм «Хрещення» виробництва телеканалу отримав Гран-прі Міжнародного фестивалю православного кіно «Покров».
- 2013 — ID телеканалу «Інтер» отримали золоту нагороду RED APPLE 2013.
- 2013 — Документальний проєкт «Квітка. Голос в єдиному екземплярі» став «Фаворитом телепреси — 2013».
- 2013 — Оглядач «Подробиць» Роман Бочкала удостоєний звання «Заслужений журналіст України».
- 2012 — отримав сім статуеток премії «Телетріумф».
- 2012 — Олександр Даниленко став «Заслуженим журналістом України».
- 2012 — Дизайнер телеканалу «Інтер» Андрій Турянський — призер світового конкурсу реклами для Супербоулу.
- 2011 — «Інтер» отримав сім статуеток премії «Телетріумф».
- 2011 — Андрій Цаплієнко став «Заслуженим журналістом України».
- 2011 — Оглядач «Подробиць» Геннадій Вівденко удостоєний звання «Заслужений журналіст України».
- 2011 — Конкурс «Золоте перо» назвав «Подробиці» найкращою програмою новин.
- 2011 — Фільм «У пошуках Ковчега» завоював приз на Міжнародному ліванському фестивалі.
- 2010 — «Інтер» став лідером за кількістю номінантів у короткий-список «Телетріумфу».
- 2009 — «Подробиці» номіновано на «Еммі».
- 2008 — Етерна заставка програми «Агенти впливу» отримала «срібло» на Київському міжнародному фестивалі реклами.
- 2008 — «Свобода Савіка Шустера» отримала «Золоте перо».
- 2007 — За результатами соцопитування, проведеного газетою «Блік» та дослідницьким центром «Социс», категорії «Телезірка 2007 (чоловік)» з величезним відривом переміг Савік Шустер.
- 2007 — Всеукраїнський щорічний конкурс засобів масової інформації «Золоте перо» Почесним дипломом «За вагомий внесок в розбудову Вітчизняного телевиробництва в Україні» відзначено продюсера програм «Ігри патріотів» та «Стань Міс Всесвіт» на телеканалі «Інтер» Єгора Бенкендорфа.
- 2006 — Всеукраїнський конкурс засобів масової інформації «Золоте перо». В номінації «Найкраща розважальна програма» переміг «Вечірній квартал» студії «Квартал 95».
- 2005 — I Всеукраїнський телевізійний конкурс «Відкрий Україну!». Диплом переможця у номінації «За найкращий телевізійний проєкт про Україну», статуетку та медаль отримала історико-етнографічна, розважально-пізнавальна програма телеканалу «Інтер» «Українські мандри» (автор — Ігор Чижов, продюсер — Єгор Бенкендорф).
- 2004 — Премія імені Івана Франка у галузі інформаційної діяльності. Лавреатами в номінації «Найкращий твір у телевізійній сфері» стали ведучий, журналіст, автор проєкту «На лінії вогню» (телеканал «Інтер») Андрій Цаплієнко та керівник проєкту Єгор Бенкендорф. Телеканал також став переможцем у номінації «Телекомпанія року».
- 2003 — «Телетріумф» у наступних номінаціях: «Ігрова програма» («Шанс»), «Фільм. Серіал» («За двома зайцями»).
- 2002 — Перший Український Фестиваль Інтернет. Лавреатом в номінації «ЗМІ в інтернет» став сайт телеканалу «Інтер» www.inter.ua.
- 2001 — Перший Український Фестиваль Інтернет. Лавреатом у номінаціях «Новини» та «Інфо 2001» став сайт ІАС телеканалу «Інтер» www.podrobnosti.ua. Сайт також став володарем гран-прі фестивалю.
- 2001 — VI міжнародний фестиваль телепрограм «Оксамитовий сезон». Програма «N-ний кілометр» стала переможцем у номінації «Публіцистика». Програма «Життя тварин» названа найкращою в номінації «Науково-популярні та пізнавальні програми».
- 2000 — Всеукраїнський щорічний конкурс ЗМІ «Золоте перо». Програма «Уікенд» нагороджена як найкраща пізнавальна програма. Програма «Спорт-тайм» нагороджена як найкраща програма телебачення про спорт.
- 1999 — Євразійський телефорум. Програма «НЛО» — переможець у номінації «Розважальна програма».
- 1999 — Державний комітет України у справах захисту прав споживачів. Телеканал «Інтер» нагороджений дипломом «Переможцю національного конкурсу соціальної рекламної інформації» в номінації «Телетрансляція».
- 1998 — Третя загальнонаціональна програма «Людина року-98». Телеканал «Інтер» нагороджений Дипломом лавреата в номінації «Телекомпанія року».
- 1997 — «Золота Ера». Програма «Спорт-тайм» — номінант на звання «Найкраща спортивна програма». Програма «Таємні історії» — номінант на звання «Найкраща культурно-історична програма».
- 1997 — Рейтинг «Профі». Програма «Мелорама» — перше місце в номінації «Найкраща музична програма».
- 1997 — Всеукраїнський фестиваль журналістики. За вагомий внесок в українську журналістику телеканалу «Інтер» присуджене звання «Володар титулу „Всенародне визнання“».

## Продукція та телеконтент

### Новини
Щодня на «Інтері» виходять кілька випусків новин о 7:00, 8:00, 9:00, 12:00, 17:40 (у будні) та о 20:00 (щодня). Останній, зокрема, — вечірній підсумковий випуск «Подробиці». У неділю о 20:00 — «Подробиці тижня» — у жанрі політичної аналітики підбивають інформаційні підсумки тижня.

### Мюзикли
- 2000 — «Новий рік на Інтері»
- 2001 — «Вечори на хуторі біля Диканьки»
- 2002 — «Попелюшка»
- 2003 — «За двома зайцями», «Снігова королева», «Божевільний день, або Весілля Фігаро»
- 2004 — «Дванадцять стільців», «Три мушкетери», «Сорочинський ярмарок»
- 2005 — «Новорічний вогник», «Пригоди Вєрки Сердючки»
- 2006 — «Карнавальна ніч на Інтері», «Зоряні канікули»
- 2007 — «Дуже новорічне кіно, або Ніч у музеї»
- 2008 — «Однокласники. Новорічна зустріч»
- 2009 — «Козаки»
- 2010 — «Новорічні свати»
- 2011 — «Новорічний квартал»
- 2012 — «День народження Інтера. 16 років»
- 2013 — «Ніч великих сподівань»
- 2014 — «Жди меня в Новый год» (укр. «Чекай на мене у Новий рік»)
- 2015 — «Поверь в мечту!» (укр. «Повір у мрію!»)
- 2016 — «Остаёмся зимовать» (укр. «Залишаємося зимувати»)
- 2017—2019 — «Главная ёлка страны» (укр. «Головна ялинка країни»)
- 2020 — «Место встречи. Новый год» (укр. «Місце зустрічі. Новий рік»)
- 2021 — «Ждём весны в Новый Год» (укр. «Чекаємо на весну у Новий рік»)

### До Дня хрещення Київської Русі
- 2018 — марафон «Наша вера» (укр. «Наша віра»)

### До Дня Святого Миколая
- 2014—2021 — марафон «Чудо начинается» (укр. «Диво починається»)

### До Дня Перемоги
- 2005 — концерт «Мы про вас помним»
- 2006 — марафон «Благодарим за Победу!» і концерт «Наши песни»
- 2011 — концерт «Праздник со слезами на глазах»
- 2014 — спецвипуск програми «Стосується кожного»
- 2014—2016 — спецвипуски програми «Жди меня. Украина»
- 2013—2021 — марафон «Наша Победа» (укр. «Наша перемога») і концерт «Победа. Одна на всех»

### До Дня Незалежності
- 2013 — марафон «День рождения страны» і концерт «Живи в Украине»
- 2015 — марафон «Україна вражає»[44]
- 2015, 2017 — концерти «Мечта об Украине» (укр. «Мрія про Україну»)
- 2016, 2018 — концерти «Україна від А до Я»
- 2019 — концерт «Юбилейный вечер Софии Ротару»
- 2020—2021 — концерт «Таисия Повалий. Украина. Голос. Душа»

### Серіали і мінісеріали
- «Вовчиця»
- «Дві сторони однієї Анни»
- «Зачароване кохання»
- «Територія краси»
- «Червоні вітрила»
- «Сусіди»
- «Моє нове життя»
- «Щасливий квиток»
- «Впізнай мене, якщо зможеш»
- «Гречанка»
- «Червона королева»
- «Заради кохання я все зможу»
- «Спитайте у осені»
- «Друге життя»
- «Заборонене кохання»
- «Мереживо долі»
- «Спокуса»
- «Свати» (1―5 сезони, пізніше на «1+1»)
- «33 квадратних метри» (2001―2003, 2006―2013)
- «Той, хто не спить»
- «Мене звати Мелек»
- «Пані Фазілет і її доньки»
- «Детектив Ренуар»
- «Зцілення коханням»
- «Моя сім'я та інші звірі»
- «Готель „Імперіал“»
- «Гарна дружина»

### Фільми
- «Все можливо»
- «Двоє»
- «Дот»
- «Сповідь Дон Жуана»
- «Кохання на асфальті»
- «Сім днів до весілля»
- «Ялинка, кролик, папуга»
- «Казка про жінку та чоловіка»
- «Правдива історія про Червоні вітрила»
- «Просимо до столу, або обережно, кохання!»
- «Випадковий запис»
- «Хочу дитину»
- «Чорта з два»
- «Це я»

### Мультсеріали
- Дісней-клуб (2004—2006)
- Супермен (2007)
- Овочеві історії (2007—2008, 2012—2014)
- Totally Spies! (2008)
- Березка та його друзі (2008—2010)
- Смішарики (2009—2014)
- Маша та Ведмідь (2010—2014)
- Баранчик Шон (2010)
- Фіксики (2011)
- Клуб Вінкс: Школа чарівниць (2011—2012)
- Оазис Оскара (2012—2015)
- Барбоскіни (2012—2015)

### Програми та шоу
- «Поле чудес» (1996—2001), ведучий — Леонід Якубович
- «КВК» (рос. КВН), ведучий — Олександр Масляков
- «Слідство вели...» (рос. Следствие вели..., 2011—2022), ведучий — Леонід Каневський
- «Ігри патріотів» (2005—2006) — спортивно-розважальне шоу формату «Intervilles», ведучий — Павло Костіцин, виробництво — Телеканал «Інтер» і «Mistral Production» (Франція)
- «Любов з першого погляду» (рос. Любовь с первого взгляда, 2001—2002, 2015) — розважальна телегра про любов. Ведучі: Катерина Виноградова та Павло Костіцин (2001—2002), Василіса Фролова й Андрій Доманський (2015)
- «N-й кілометр» (1999—2006)
- «Велика політика з Євгеном Кисельовим» (2009—2012)
- «Було ваше, стало наше» — ведучий Сергій Притула (2005—2006)
- «БУМ. Битва українських міст» (2010). Ведучі: Степан Казанін, Валерія Ушакова, Олександр Крикун, Олена Говорова. Другий сезон називався «БУМ. Битва слов'ян»
- «Великі українці» (2007—2008). Ведучі: Ганна Гомонай та Савік Шустер
- «Вечірній квартал» (2005—2012) — гумористичне шоу виробництва студії «Квартал-95»
- «Чекай на мене. Україна» (рос. Жди меня. Украина) (2001—2022), ведучі: Жанна Тихонова й Анатолій Бондаренко (у співпраці з російським «Першим каналом» з 2001 до 2017 і з «НТВ» з 2017 до 2022 року)
- «Знак якості», ведучий — Костянтин Грубич
- «Караоке на майдані», ведучий — Ігор Кондратюк
- «Ключовий момент», ведуча — Наталя Сумська
- «Червоне або чорне» (2012), ведучі: Володимир Зеленський і Дмитро Шепелєв
- «Кримінал» (рос. Криминал), ведучий — Костянтин Стогній
- «Майданс» (2011—2012) — танцювальне шоу. Ведучі: Сергій Лазарєв, Тіна Кароль, Анна й Ангеліна Завальські
- «Ранкова пошта» (2011), ведучі: Алла Пугачова та Максим Галкін
- «Мелорама», ведучі: Влад Ряшин, Максим Шпанський, Ольга Горбачова
- «Модний вирок», ведучі: Марія Єфросиніна та Борис Мойсеєв
- «Один у полі», ведуча — Марія Єфросиніна
- «Чорне дзеркало» (рос. Чёрное зеркало, 2014—2017) — політичне ток-шоу. Ведучі — Євгеній Кисельов (2014—2016) та Олексій Ліхман (2016—2017)
- «Орел і решка» (рос. Орёл и решка, 2011—2020) — тревел-шоу. Ведучі: Алан Бадоєв, Жанна Бадоєва, Андрій Бєдняков, Леся Нікітюк, Анастасія Коротка та інші
- «Навколо М» (рос. Вокруг М, 2016) — тревел-шоу про чоловіків. Ведуча — Леся Нікітюк
- «Інше життя/Життя інших» (рос. Другая жизнь/Жизнь других, 2020—2022), ведуча — Жанна Бадоєва (у співпраці з «Першим каналом», Росія). Програму припинено через накладені санкції РНБО проти Жанни Бадоєвої
- «Життя на межі» (рос. Жизнь на грани, 2017), ведуча — Жанна Тихонова
- «Судіть самі» (рос. Судите сами, 2016), ведучі: Наталія Ломоносова та Сергій Бурлаков
- «Корисна програма» (з 2019) — ток-шоу, присвячене якості життя. Ведучий — Олександр Лук'яненко
- «Правила виживання» (2018—2019) — ток-шоу про якість життя. Ведучі: Віра Борсук (2018) і Олександр Лук'яненко (2019)
- «Добре здоров'я на ІНТЕРі» (2020) — медичне ток-шоу. Ведучий: Олександр Лук'яненко
- «Ранок з Інтером» (з 2005), ведучі: Анастасія Даугуле й Ірина Юсупова
- «Службовий романс», ведучі: Володимир Зеленський та Руслана Писанка
- «Справедливість» (2013) — політичне ток-шоу, ведуча — Ганна Безулик
- «Що? Де? Коли?»
- «Шанс», ведучі: Ігор Кондратюк, Наталя Могилевська, Кузьма Скрябін
- «Школа доктора Комаровського» (рос. Школа доктора Комаровского), ведучий — Євген Комаровський
- «Шиканемо», ведучий — Кузьма Скрябін
- «Шустер Live», «Свобода на ІНТЕРі» — політичне ток-шоу. Ведучий — Савік Шустер
- «Кумири та кумирчики» (2004—2005), ведучі: Ілля Ноябрьов і Тарас Сахно
- «Ми все про Вас знаємо» (13 вересня 2005 — 4 серпня 2006), ведучі: Ілля Ноябрьов і Сніжана Єгорова
- «Великий бокс»[45] (рос. Большой бокс, 2012, 2015—2021), ведучий — Роман Кадемін, коментує боксерські поєдинки — Володимир Гендлін
- «Сімейний суд» (2011—2016), ведучі: Ірина Калінська (2011—2016) і Світлана Запара (2016)
- «Судові справи: Злочин і кара» (2009—2016) (раніше на телеканалі «1+1»), ведучі: Ірина Калінська (2009—2010), Олександр Окіс (2009—2016) і Сергій Старенький (2010—2016)
- «Кримінальні справи» (2010—2011) (пізніше на телеканалі «НТН»), ведучі: Олена Захарова, Констянтин Чичков і Сергій Старенький
- «Вирваний з натовпу» (рос. Вырванный из толпы) (2011—2012), ведучий — Сергій Сивохо
- «Смачно з Борисом Бурдою» (рос. Вкусно с Борисом Бурдой) (30 січня 2000 — 26 серпня 2006), ведучий — Борис Бурда
- «Квадратний метр» (2006—2011), ведучі: Антін Мухарський і Антон Середа
- «Слово Предстоятеля»[46] (з 2018) — православна програма, в якій Блаженніший Митрополит Київський і всієї України Онуфрій проводить щотижневу проповідь.
- «Україна вражає» (2017), ведуча — Валерія Мікульська
- «Стосується кожного» (з 2013) — соціальне ток-шоу. Ведучі: Сергій Дорофєєв (2013), Андрій Данілевич (з 2014)
- «Роман з Ольгою» (2019) — ток-шоу про взаємини між чоловіками і жінками. Ведучі: Роман Кадемін та Ольга Фреймут
- «Крутіше за всіх» (рос. Круче всех, 2017—2019), ведучі: Андрій Данілевич та Андрій Доманський
- «Добрий вечiр на ІНТЕРі» (рос. Добрый вечер на Интере, 2016), ведучий — Андрій Доманський
- «Готуємо разом» (рос. Готовим вместе, з 2014) — кулінарна програма. Ведучі: Андрій Дромов та Андрій Доманський
- «Шість соток» (2019—2021), ведучі: Валерія Мікульська (2019), Дмитро Чистяков (2019—2021)
- «Речдок» (рос. Вещдок, з 2016) — цикл кримінальних докудрам. Ведучі: Артем Позняк (з 2016), Олександр Половцев (2020—2022) та Ганна Варпаховська (2018—2020) (зараз — на телеканалі «НТН»)
- «Мир чи війна» (2020) — соціально-політичне ток-шоу. Ведучі — Роман Бочкала, Олексій Фадєєв, Катерина Лисенко (пізніше — на телеканалі «НТН»)
- «Удачний проект» (рос. Удачный проект, 2014—2021), ведучі: Іван Городецький (2014—2015), Роман Кадемін (2015—2021), Дмитро Чистяков (2021)
- «Позаочі» (2008—2012, 2021), ведучі: Юлія Литвиненко (2008—2012), Анастасія Даугуле й Андрій Данілевич (2021)
- «Все для тебе» (рос. Всё для тебя, 2002—2007, 2021), ведучі: Ганна Соболєва та Юрій Кот (2002—2007), Андрій Доманський (2021)
- «Місце зустрічі» (рос. Место встречи; 2008—2009, 2014, 2020—2021), ведучі: Анастасія Даугуле, Андрій Данілевич і Андрій Доманський

## Інтер+
13 січня 2003 року було створено міжнародну версію телеканалу — «Інтер+», мовлення якої зорієнтоване на підтримку зв'язку української діаспори з батьківщиною. 18 червня 2003 року «Інтер+» отримав ліцензію на мовлення, а 2009 року її було подовжено на 10 років. В етері «Інтер+» виходять найкращі програми ТК «Інтер» та інших каналів медіагрупи. Мовлення ведеться з трьох супутників, що покривають усю територію Європи, Туреччини, західну частину РФ, Казахстану і Середньої Азії, північну частину Африки і Близького Сходу, усю територію США, південну частину Канади і північну частину Мексики.

## Інтер Україна
У липні 2024 року «Inter Media Group» оголосила про створення нового телеканалу загальної тематики «Інтер Україна». 8 серпня того ж року телеканал став переможцем конкурсу на отримання ліцензії на мовлення в MX-7 цифрової етерної мережі DVB-T2.
За словами члена наглядової ради компанії Сергія Созановського, новий канал планує вийти в етер не з бібліотечним контентом, а з новими проєктами, на створення яких потрібен час.
|  | Щоб реалізувати завдання і повернутись у велику гру, ми плануємо вихід на осінь 2025 року. Якщо вдасться зробити раніше, то це буде круто. Але все залежить від ситуації на рекламному ринку, ситуації в Україні, ситуації з виробниками. |

15 серпня 2025 року через скорочення штату та звільнення працівників, а також зменшення зарплат та фінансових проблем медіагрупа звернулась до Нацради з проханням перенести дату початку мовлення в MX-7 до завершення воєнного стану.

## Проєкти

### Інтершкола
2006 року телеканал «Інтер» відкрив «Інтершколу» — медіаосвітню програму, мета якої підготовка висококваліфікованих фахівців у галузі телебачення. Навчання в «Інтершколі» відбувається за такими спеціалізаціями — продюсер, режисер, сценарист, журналіст, оператор, звукорежисер, телеведучий, режисер монтажу. Також є спецкурси «Комільфо», «Фотокурс» і «Телемалятко». Зарахування слухачів відбувається на конкурсній основі. Слухачі програми беруть участь у виробництві телепрограм різних жанрів на виробничій базі телеканалу «Інтер» і телеканалів медіагрупи. Найкращих учасників програми «Інтершкола» запрошують до співпраці і зараховують до кадрового резерву медіагрупи «Інтер».
Партнери та консультанти програми «Інтершкола»: КНУКіМ, «Перша національна школа телебачення», навчальний центр «Практика» (Росія), Британська Рада в Україні, ВВС, Британська школа кіно та телебачення, Французький культурний центр в Україні, провідні фахівці в галузі кіно та телебачення: режисер Кшиштоф Зануссі, Ада Роговцева, Володимир Талашко, режисер і сценарист та продюсер Вікторія Трофіменко, режисер та сценарист Аркадій Непиталюк, ведучий і режисер Михайло Марфін, сценарист Олексій Поярков, редактор Ірина Кемарська, продюсери Ніна Звєрєва, Михайло Козирев та інші.

### Фонд «Інтер-дітям»
Канал заснував доброчинний фонд, програма якого зорієнтована на допомогу сиротам, хворим дітям, спортивним і творчим організаціям і молодим талантам. Директором фонду є ведуча Даша Малахова.

### Люди перемоги (серія книг)
«Люди перемоги» (рос. «Люди победы») — серія книг про ветеранів Другої світової війни. У жовтні 2015 року видано перший том про сто ветеранів з Києва та області. У квітні 2017 року видано другу книгу «Люди победы. Будем жить». 24 квітня 2018 року канал видав третю книгу. В книзі зібрано фотоальбом. У квітні 2019 року видано четверту книгу.

## Мовлення

### Супутникове мовлення
| Супутник          | Стандарт | Частота | Символьна швидкість | Поляризація     | FEC | Формат зображення | Кодування |
| ----------------- | -------- | ------- | ------------------- | --------------- | --- | ----------------- | --------- |
| Astra 4A (4.8°E)  | DVB-S2   | 12437   | 30000               | вертикальна (V) | 3/4 | MPEG-4            | FTA       |
| Astra 3C (23.5°E) | DVB-S2   | 12285   | 30000               | вертикальна (V) | 2/3 | MPEG-4            | FTA       |

### Етерне цифрове мовлення
| Канал | Мультиплекс | Стандарт | EPG | Формат мовлення |
| ----- | ----------- | -------- | --- | --------------- |
| 7     | MX-1        | DVB-T2   | Ні  | SD 576i 16:9    |

## Технічна база
Канал застосовує комп'ютерні медіатехнології, першим вжив цифровий стандарт SDI, використовує оптоволоконні лінії для високоякісного зв'язку зі станціями і джерелами програм. Для виробництва новин використовуються сучасні технології NewsRoom. Також канал використовує багатоканальну автоматизовану апаратну з центральним відеосервером обсягом у 237 годин, що дозволяє відтворювати понад 90 % програм для 4 цілодобових телеканалів. Канал має графічний комплекс, що охоплює понад 10 робочих станцій, 2 тон-ательє і апаратну для зведення фонограм з нелінійними станціями, 40 апаратних різного призначення, 4 цифрових апаратно-студійних блоки з павільйонами[джерело?].

## Інтернет-ресурси
Офіційний сайт телеканалу — inter.ua. Інформаційне мовлення «Інтера» представлене у мережі окремим ресурсом — «Подробности» (www.podrobnosti.ua.

## Реакція громадськості на діяльність телеканалу
Після початку російсько-української війни 2014 року діяльність каналу викликала більш негативну реакцію суспільства.

### Протест на вул. Дмитрівській
5 вересня 2016 року під будівлю центрального офісу телеканалу зібралися протестувальники, зокрема представники батальйону «Донбас», «Айдар». Активісти оголосили безстрокову акцію з метою припинення роботи «Інтера».
Мітингувальники заявили про намір виставити під телеканалом блокпост, до будівлі Інтера підвезли шини. Молодики встановили наметове містечко та заблокували вхід до офісу співробітникам. Основними вимогами протестувальників було зупинення трансляції телеканалу, звільнити деяких співробітників, ввести в склад ради директорів телеканалу представника мітингувальників.
За добу активісти зняли блокаду телеканалу. За словами співорганізатора мітингу Олексія Сердюка, який є членом батальйону «Свята Марія», між мітингарями та керівництвом каналу була досягнута домовленість про те, що протягом 5-ти днів керівництво каналу змінить концепцію свого мовлення та звільнить політтехнолога Ігоря Шувалова.
Того ж дня представники телеканалу заявили, що ні про що не домовлявся з протестувальниками і не вели з ними жодних перемовин.

### Підпали біля офісу на вул. Дмитрівській
2 червня 2016 року невідомі в масках підпалили вхід в офіс телеканалу на вулиці Дмитрівській. Вхід в офіс підпалили за допомогою шин і запальної суміші.
У ніч на 22 листопада 2016 року невідомі вчинили спробу підпалити офіс телеканалу, кинувши до нього пляшки із запальною сумішшю.

## Критика

### Новорічні етери (2014—2016)
31 грудня 2014 року у рамках святкування Нового року на Інтері транслювали російську новорічну передачу «Парад зірок» (рос. «Парад звёзд») за участю артистів, які підтримали окупацію Криму Росією (Йосипа Кобзона, Олега Газманова, Валерії тощо). Подія одразу викликала хвилю обурення в українській блогосфері та соціальних мережах.
1 січня відреагували заявами і низка українських чиновників найвищого рівня, політиків і громадських діячів.
Зокрема, секретар РНБО України Олександр Турчинов заявив, що Національна рада України з питань телебачення і радіомовлення має негайно розглянути питання позбавлення ліцензії телеканалу. Увечері новинна передача телеканалу «Подробиці» публічно відмежувалася від новорічних передач за участю російських артистів, а програму телепередач фактично було змінено.
Концертні програми новорічної ночі 2015—2016 року телеканалу «Інтер» також викликала резонанс серед телеавдиторії, невдоволення викликали виступи Таїсії Повалій та Ані Лорак (які наклали санкції РНБО), а також Світлани Лободи та дуету «Анна-Марія».

### Неправдива інформація (2016)
19 вересня 2016 року в етері каналу в програму «Подробиці» було показано сюжет про зустріч ієрархів УПЦ Московського патріархату з послами країн ЄС та США, хоча насправді такої зустрічі не було. В «новині» повідомляли, що представники релігійної організації скаржилися на захоплення храмів. Згодом, за запитом журналістам, представництво ЄС в Києві і посольство США в Києві підтвердили — такої зустрічі ніколи не було, її вигадали працівники каналу.

### Скандал із випусками ток-шоу «Стосується кожного» (2017)
9 і 13 жовтня 2017 року на телеканалі вийшли дві серії ток-шоу «Стосується кожного» на тему «Мама-дитина» — про 12-річну шестикласницю з Борислава Львівської області, яка у вересні народила дівчинку.
19 жовтня 2017 року стало відомо, що Уповноважена Верховної Ради України з прав людини Валерія Лутковська поскаржилася Нацраді з питань телебачення та радіомовлення на телеканал «Інтер». На думку Лутковської, канал порушив права 12-річної породіллі у програмі «Стосується кожного» (випуски від 9 та 13 жовтня 2017 року). У відповідь на звернення Нацрада призначила позапланову перевірку телеканалу.
24 жовтня британський таблоїд «The Sun» назвав випуски реаліті-шоу «Стосується кожного» «телесоромом» і найгіршим реаліті-шоу.
Водночас у листопаді 2016 року «Інтер» був єдиним телеканалом, який відмовився підписувати акт про спільну позицію мовників, який регулюватиме висвітлення сексуальної експлуатації та сексуального насильства у ЗМІ, щоб захистити дітей від додаткової травматизації.

### Інцидент у прямому етері «Подробиць тижня» (2016)
21 лютого 2016 року в програмі «Подробиці тижня» під час трансляції з Майдану Незалежності, де люди вшановували пам'ять Героїв Небесної Сотні, а журналіст телеканалу спілкувалася з родичами активістів, загиблих під час розстрілів на Євромайдані 18-21 лютого 2014 року, громадянка Росії, креативна продюсерка телеканалу «Інтер» Марія Столярова перервала прямий етер словами «Ну-ка, давайте заканчивайте эту х##ню!».
Незважаючи на те, що сама продюсерка у пояснювальній записці стверджує, що її лайка стосувалася не включення з Майдану, а спрямовувалася команді у студії, така помилка в професійній діяльності коштувала Столяровій роботи — її звільнили за «нецензурні вислови під час прямого включення».
Столярова відома й тим, що фотографувалася з бойовиками російсько-терористичного батальйону «Восток», світлину чого вона виставила у Facebook, підписавши її: «Очень вежливый батальон „Восток“! Мои любимые парни в Донецке». 24 лютого Столярову депортували з України, посадивши на рейс до Стамбула.

### Відзначення «Дня перемоги у Великій вітчизняній війні» (2017—2021)
Під час святкового концерту на каналі до Дня перемоги 9 травня 2018 року (транслювався в запису, етер 20.30 — 22.50) ведучі Анастасія Даугуле й Андрій Доманський припустилися кількох висловів, які викликали гостру критику в суспільстві. Зокрема, Доманський заявив: «…сьогодні ми не можемо дозволити, щоб вулиці наших міст називали іменами фашистських злочинців, а їхні портрети безкарно проносили під час факельних ходів у нашій столиці, де кожен метр просякнутий кров'ю наших співвітчизників». Крім того, весь концерт був побудований на пропагандистських кліше радянських часів («Велика Вітчизняна війна», «фашисти» та ін.), із вуст ведучих лунали вислови про Красну площу в Москві: «Це наша площа» тощо.
Уривок з концерту: Анастасія Даугуле: рос. «Восемь миллионов украинцев погибли от рук фашистских захватчиков. Это наша история. Это наша генетическая память»
- Андрій Доманський: рос. «И сегодня мы не можем позволить, чтобы улицы наших городов называли именами фашистских преступников, а их портреты безнаказанно проносили во время факельных шествий в нашей столице, где каждый метр пропитан кровью наших соотечественников».
- Анастасія Даугуле: рос. «И пусть нам порой кажется, что все против нас, что мы чужие в своей стране, но это не так. Нас — много, нас — сотни в этом зале и миллионы у экранов телевизоров… Это мы 9 мая приносим цветы к вечному огню, это мы ежегодно восстанавливаем памятники воинам, погибшим в войне с фашизмом».

Національна рада України з питань телебачення і радіомовлення закликала припинити спроби розколювати країну після того, як телеканал «Інтер» оприлюднив 8 травня ролик, змонтований із концерту до Дня Перемоги.
Департамент захисту національної державності Служби безпеки України, кілька громадян України та Київська міська організація «Української Галицької партії» звернулися до Нацради зі скаргами на канал, після чого регулятор призначив позапланову перевірку каналу на 11 травня 2018.
Тоді ж, на святкуванні 9 травня журналісту телеканала Яну Іванишину оператор давав вказівки нецензурним способом: рос. «Пакеты уберите на пол. Бросьте его на..й»

### Святкування «дня захисника вітчизни» (2018—2021)
23 лютого, незважаючи на заборону Національної ради України з питань телебачення і радіомовлення, канал транслював фільми радянського виробництва військової тематики, тим самим відзначаючи російське свято — «день захисника вітчизни».

### Російськомовний контент (2014—2022)
З 2014 року телеканал «Інтер» критикують через трансляцію на ньому російськомовних фільмів та серіалів. За результатами моніторингів активістів кампанії «Бойкот російського кіно», у вересні «Інтер» посів третє місце серед 10-ти «ТОПових» загальноукраїнських телеканалів, які демонстрували російські фільми та серіали. За період з 8 по 14 вересня кількість російського контенту складала в середньому 11 год 15 хв на добу. За даними моніторингу 27 вересня частка російського продукту на каналі становила вже 67 %.
Окрім того, активісти оприлюднили дані, відповідно до яких за даними моніторингу 27 вересня 2014 року на телеканалі «Інтер» частка російськомовного контенту становила близько 70 %.
За результатами моніторингу, проведеного із 1 по 7 грудня, кількість контенту російського походження збільшилась до 13 год 15 хв на добу.
11 грудня 2014 року активісти «Бойкоту російського кіно» пікетували головний офіс «Інтера» в Києві. Під час акції під назвою «Не вбивайте наших захисників російською пропагандою!» молоді люди заклеїли головний вхід фотографіями загиблих українських вояків у російсько-українській війні. За словами активістів, «Інтер» посідає 2-ге місце серед телеканалів за кількістю контенту російського походження. Протестувальники звернули увагу, що російські фільми та серіали на «Інтері» прославляють російських силовиків, що в умовах війни є неприпустимим.
У вересні 2015 року керівник каналу Ганна Безлюдна заявила, що російські серіали є потрібними для українців через «схожу ментальність».

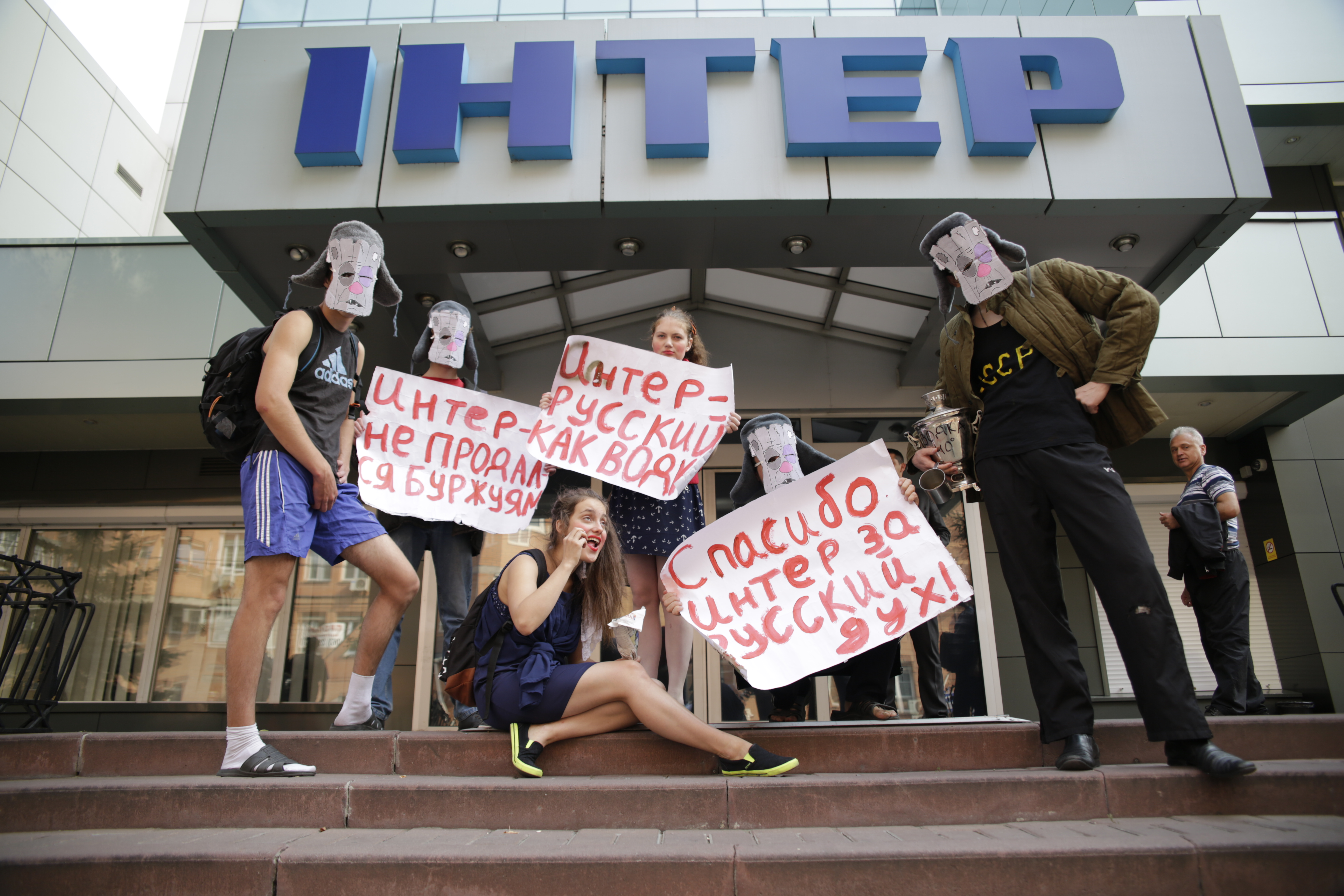
Ватники дякують «Інтеру» за підтримку російського світу. Тролінг-акція руху «Відсіч», серпень 2015 року

26 серпня 2015 року активісти кампанії «Бойкот російського кіно» провели театралізовану акцію протесту біля головного офісу телеканалу в Києві. Активісти в образах ватників дякували телеканалу за «рускій дух», російські серіали, намагалися обійняти працівників «Інтера» та потиснути їм руки. Особливу вдячність у них викликав концерт за участю Таїсії Повалій, який відбувся на телеканалі до Дня Незалежності України.
Зі слів члена Експертної комісії з питань розповсюдження і демонстрування фільмів Сергія Оснача, «Інтер» порушує норму про обов'язковість демонстрування 50 % українського контенту (згідно ст. 9 Закону України «Про телебачення і радіомовлення»). З 5 по 11 грудня 2015 року активісти кампанії «Бойкот російського кіно» провели моніторинг, результати якого підтвердили слова експерта. На каналі «Інтер» активісти нарахували 17 % українського контенту.
«Інтер» продовжує транслювати пропагандистські стрічки російського виробництва, зокрема, 27 квітня 2017 року було показано фільм російського виробництва «Одного разу в Ростові».

#### Закон про україномовні квоти та мову як державну (2014—2022)
Телеканал відомий своєю проросійською та антиукраїнською пропагандою і небажанням транслювати українською мовою контент проти україномовних квот та закон про забезпечення функціонування української мови як державної.
З 2014 до 2022 року здебільшого російською також виконані анонси та міжпрограмні плашки.
У зв'язку з україномовними квотами телеканал мав забезпечити 75 % етеру з 7:00 до 22:00 та переклав програми «Речдок», «Стосується кожного», «Жди меня. Україна» і «Подробиці» українською мовою, а також радянські художні та анімаційні фільми, телесеріали і програми продовжували виходити в етер російською мовою.
Після набуття чинності нових норм закону України «Про забезпечення функціонування української мови як державної» телеканал почав субтитрувати російськомовні анонси та програми українською мовою.

## Вплив на канал
У травні 2015 року нардеп партії «Народний фронт» Андрій Левус заявив, що Комітет Верховної Ради України з питань національної безпеки і оборони визнав діяльність телеканалу «Інтер» такою, що становить загрозу національній безпеці України, дестабілізує суспільну ситуацію та створює сприятливий фон для російської агресії. Комітет звернувся до правоохоронних органів та профільних відомств з вимогою припинити деструктивну діяльність каналу відповідно до чинного законодавства. Однак, Національна рада з питань телебачення і радіомовлення в чергове визнала, що немає підстав не продовжувати ліцензію телеканалу «Інтер».
За повідомленням МВС України, упродовж 2010—2011 років невстановлені особи з-поміж засновників телеканалу «Інтер» вчиняли вплив на інформаційну політику журналістів телеканалу. Це втілювалось у контролі за змістом інформації, яка транслювалася в етері телевізійного каналу.

### Зміна власності
2015 року міністр внутрішніх справ України Арсен Аваков почав розслідування справи щодо часткового привласнення телеканалу. Як йдеться в повідомленні МВС, встановлено, що у 1997 та 1999 роках невстановлені службові особи Фонду державного майна України, зловживаючи своїм службовим становищем, здійснили незаконну передачу у приватну власність 20 % акцій «Інтера». В результаті цього державі завдані збитки в сумі понад 800 мільйонів доларів

### Напад на офіс на вул. Щусєва (2016)
4 вересня 2016 року невідомі у масках, під прикриттям мітингувальників здійснили напад на офіс компанії «Національні інформаційні системи», що виробляє програми для телеканалу. Двадцять невідомих у камуфляжі увірвалися до офісу, діючи двома організованими групами. Екрани та техніку нападники облили запалювальною сумішшю та підпалили. За мить зайнялися сусідні кабінети. Постраждало 5 осіб. Прокуратура Києва внесла у справу додаткову кваліфікацію «терористичний акт» та передала її до СБУ.
Міністр внутрішніх справ України Аваков звинувачував у підпалі каналу військовиків резерву, переважно 30-ї бригади, однак згодом це було заперечене офіційними представниками формування. Пізніше Аваков припустив, що журналісти заради піару самі підпалили свою редакцію. Збитки телеканалу від підпалу сам канал оцінив у 1 мільйон доларів.
Слідство у справі про пожежу розглядало також версію самопідпалу.

### Хакерські атаки (2023, 2024)
23 лютого 2023 року російські хакери зламали етер і сайт телеканалу, а також низку інших сайтів державних установ України. В етері «Інтера» вони транслювали гімн СРСР і привітали з «днем захисника вітчизни».
9 травня 2024 року російські хакери повторно зламали сигнал телеканалу та каналів інших медіагруп, і в етері транслювали парад перемоги у Москві. Однак, в «Inter Media Group» повідомили, що етер каналу не було зламано, але через інтерференцію телеканали медіагрупи зазнали перерви у трансляції тривалістю 17 секунд, після чого сигнал було відновлено.